# Cardiacephala
Genre
Cardiacephala est un genre d'insectes diptères brachycères de la famille des Micropezidae.

## Liste des espèces
- Cardiacephala guttata (Walker, 1853)
- Cardiacephala secunda Hennig, 1935

Noms en synonymie
- Cardiacephala elegans Hendel, 1936, un synonyme de Plocoscelus podagricus Rondani, 1848
- Cardiacephala haedulus Hennig, 1935, un synonyme de Plocoscelus conifer Hendel, 1933
- Cardiacephala myrmex Schiner, 1868, un synonyme de Plocoscelus arthriticus (Wiedemann, 1830)